# Stéphane Audeguy
Stéphane Audeguy (n. 1964, Tours, Franța) este un scriitor francez.
A studiat la Universitatea din Paris literatura franceză, engleză și americană și a fost lector la Universitatea Charlottensville din Virginia, Statele Unite. Din 1999, predă istoria artelor și a cinematografiei la un liceu din departamentul Hauts-de-Seine, Paris.
Teoria norilor este primul său roman, pentru care a fost onorat în 2005 cu Grand Prix du Style, Grand Prix du Livre des Dirigeants și Prix Maurice Genevoix (Academia Franceză).
Pentru romanul Fils unique (Fratele lui Rousseau) i-a fost decernat Prix des Deux-Magots, în 2007. În prezent pregătește o monografie despre monștri și un volum de eseuri, unul dintre acestea fiind Éloge de la Douceur.

## Scrieri
- Petit éloge de la douceur
- La Théorie des nuages
- Fils unique
- Les monstres : Si loin et si proches
- Des nouvelles de La Fontaine (în colabotare cu Stéphane Audeguy, Anna Moï, François Taillandier și Philippe Ségur)

## Cărți traduse în limba română
- Teoria norilor (Editura Nemira)
- Fratele lui Rousseau (Editura Nemira)
- In Memoriam (Editura Nemira)
- Monștrii: Atât de aproape, atât de departe de noi, col. „Enciclopediile Découvertes” (SERIA a Ⅴ-a, volumul Ⅳ) (Editura Univers)